# 하버드 그래픽스
하버드 그래픽스(Harvard Graphics)는 IBM PC 호환기종용 그래픽스 및 프레젠테이션 프로그램이다. 최초 버전의 타이틀은 하버드 프레젠테이션 그래픽스(Harvard Presentation Graphics)이며 1986년 소프트웨어 퍼블리싱 코퍼레이션(SPC)에 의해 MS-DOS용으로 출시되었으며 높은 시장 점유율을 달성했다. 2017년 시장에서 물러났다.

## 역사
하버드 그래픽스는 사용자가 텍스트, 정보 그래픽스, 차트를 사용자 지정 슬라이드쇼 프레젠테이션에 통합시킬 수 있게 하는 최초의 데스크톱 비즈니스 응용 소프트웨어 프로그램들 중 하나였다. 오리지널 버전은 로터스 1-2-3, 로터스 심포니, 그리고 심포니나 PFS 그래프에서 만든 차트, ASCII 텍스트의 데이터를 가져올 수 있었다. 텍스트와 그래픽스를 컴퓨터 그래픽스 메타파일로 내보내는 기능 외에도 SPC가 만든 pfs:Wirte로 내보내기가 가능했다.
생성된 벡터 그래픽스는 당시 흔했던 CGA와 EGA 디스플레이에 표출되었지만 출력은 보통 슬라이드 프린터나 컬러 플로터로 송출되었다.